# Pachtounwali
Le pachtounwali (en pachto : پښتونوالی) est le code d'honneur coutumier commun aux différentes tribus pachtounes réparties de part et d'autre de la frontière afghano-pakistanaise, dans différentes autres régions de l'Afghanistan et dans la diaspora. Il repose sur des principes fondamentaux que sont : hospitalité (mêlmastiâ), vengeance / justice (badal), droit d'asile (nanawâtaï), honneur, courage, bravoure, rigueur et loyauté.
Ce code, fondé sur l'obligation de courage, d'honneur, de solidarité et d'hospitalité, transmis par voie orale d'une génération à l'autre, « régit le droit tribal, mesurant minutieusement les peines et les compensations aux offenses ».

## Histoire
L'idée d'un ensemble de vertus et de principes d'honneurs propres aux Pachtounes apparaît dans les œuvres poétiques en pachto dès le XVIIe siècle avec Khushal Khattak. Aujourd'hui, l'idée du pachtounwali continue d'être fortement liée à l'identité pachtoune, étant ainsi au cœur de certaines revendications nationalistes.

## Caractéristiques
Les Pachtounes accordent de l'importance à l'assemblée jirga pour prendre des décisions judiciaires, et sont généralement soucieux de concilier leurs manières de régler les litiges avec les prescriptions de la jurisprudence islamique. Ils tiennent leurs distances vis-à-vis des puissances étatiques et de leurs prétentions à monopoliser la pratique du droit. Il y a de nombreuses et diverses manières de concevoir et d'invoquer les normes pachtounes. Les femmes ont le rôle de transmettre et enseigner les valeurs et normes pachtounes à travers l'art et la culture.

## Hospitalité
La melmastia, l'hospitalité, est au cœur des normes pachtounes.

### Asile
Dans les traditions pachtounes, lorsque quelqu'un cherche refuge au domicile d'une personne pachtoune, celle-ci est obligée d'accueillir son nouvel hôte en tant que nənawāte et de le défendre contre quiconque le pourchasse. Marcus Luttrell est un exemple de l'application de ce code d'honneur : ce soldat nord-américain a été recueilli par des villageois en Afghanistan alors qu'il était traqué par des Talibans,.